# Prophesy
A Prophesy egy 2001-es Nitin Sawhney album.

## Számok
1. Sunset
2. Nothing
3. Acquired Dreams
4. Nothing More
5. Moonrise
6. Street Guru (Part One)
7. The Preacher
8. Breathing Light
9. Developed
10. Footsteps
11. Walk Away
12. Cold And Intimate
13. Street Guru (Part Two)
14. Ripping Out Tears
15. Prophesy